# Daigoro Kondo
Daigoro Kondo, född 1 juni 1907, död 9 februari 1991, var en japansk fotbollsspelare.